# Selene Johnson
Selene Knapp Johnson (Filadelfia, 20 de febrero de 1876-Los Ángeles,11 de noviembre de 1960) fue una actriz de teatro y, en menor medida, de cine mudo estadounidense. Fue conocida por su papel en la obra de teatro The Squaw Man y otros papeles como en la película: The Divine Sacrifice (1918).
Estuvo casada con Lumsden Hare.

## Obras de teatro
- The Golden Age como Margaret Barnes (1928)
- The Title como Mrs. Culver (1921)
- Peter's Mother (1918)
- Ourselves (1913)
- The Return from Jerusalem (1912)
- The Dollar Mark (1909)
- Disengaged (1909)
- Irene Wycherley (1908)
- The Squaw Man (1905-1906)
- Abigail (1905)
- The Man of Destiny / How He Lied to Her Husband como ella misma (1904)
- Audrey (1902-1903)
- Frou-Frou (1902)
- Monte Cristo como Mercedes (1900-1901)
- A Rich Man's Son (1899)
- Peter Stuyvesant (1899)